# Haras national de Cislău
Le  Haras national de Cislău (roumain : Herghelia Cislău) est un haras national situé à Cislău, au pied des basses-Carpates, en Roumanie. Il est spécialisé dans l'élevage du Pur-sang et du Gidran.

## Histoire
Ce haras est créé en 1884 sur ordre du roi Carol Ier, sur les anciens domaines des Călugăresc de Cislău. Il est supprimé seulement deux ans après sa création, remplacé par un dépôt d'étalons qui sera fonctionnel jusqu'en 1916,. Il reçoit un troupeau de chevaux Pur-sang transféré depuis le premier haras public de l'État à Nucet (Dâmbovița), en 1895-1896.
Après la Seconde Guerre mondiale, en 1945, il passe sous la direction du Ministère de l'agriculture, ce qui donne lieu à sa réorganisation en vue de développer l'élevage du Pur-sang. En 1971, le « Centre républicain pour l'élevage de chevaux pur-sang » y est créé.
La gestion de ce haras national est reprise en 2002 par la Direction Nationale des Forêts - Romsilva, au sein de la structure de la Direction des Forêts de Buzău. En novembre 2011, le cheptel reproducteur de la race Gidran du haras national de Tulucești est amené à Cislău. Depuis juillet 2015, le haras de Cislău relève de la direction de l'Elevage, de l'Exploitation et de l'Amélioration des Chevaux.

## Missions
Le haras national de Cislău est voué à l'élevage du Pur-sang et du Gidran, qui composent la majorité de ses effectifs, avec quelques autres races de chevaux de selle. Il sert de dépôt d'étalons pour la monte publique afin d'améliorer les chevaux d'élevage de sa région. Certains de ses chevaux Pur-sang sont montés avec succès en saut d'obstacles et lors de réunions hippiques inetrnationales.

## Localisation et équipements
Le haras se situe à  Cislău, près de Buzău, au pied des Basses-Carpates, dans la vallée de Buzăului, réputée pour ses paysages. La plus grande zone du haras est située sur le côté gauche de la route nationale 10 allant de Buzău à Brașov, entre les communes de Viperești et Cislău, dans le comté de Buzău. Le reste du haras se trouve en face, sur le côté droit de la nationale 10, cette partie correspondant à l'ancien hippodrome étant vouée à l'élevage des jeunes mâles. 
La superficie totale du haras est de 465 hectares, dont 415 d'usage agricole. Le haras dispose de 8 écuries, d'un centre d'entraînement pour les chevaux, d'un siège administratif, d'un grenier à foin pour le stockage, et de terres agricoles. 
Les touristes qui visitent le haras peuvent y prendre des cours d'équitation.